# Saint-Bonnet-la-Rivière
Saint-Bonnet-la-Rivière is een gemeente in het Franse departement Corrèze (regio Nouvelle-Aquitaine) en telt 305 inwoners (1999). De plaats maakt deel uit van het arrondissement Brive-la-Gaillarde.

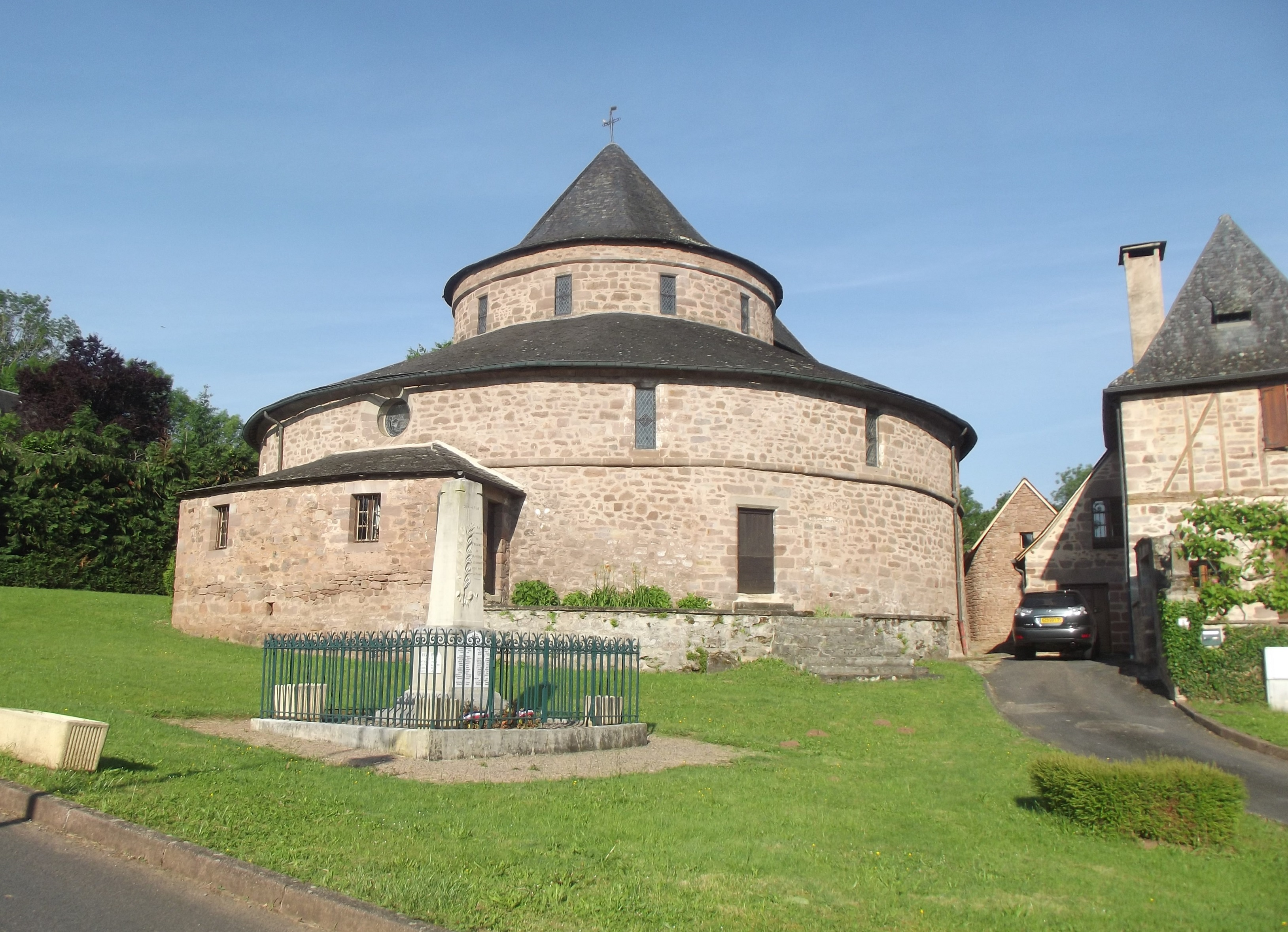
Kerk van Saint-Bonnet-la-Rivière

## Geografie
De oppervlakte van Saint-Bonnet-la-Rivière bedraagt 10,2 km², de bevolkingsdichtheid is 29,9 inwoners per km².
De onderstaande kaart toont de ligging van Saint-Bonnet-la-Rivière met de belangrijkste infrastructuur en aangrenzende gemeenten.

## Demografie
Onderstaande figuur toont het verloop van het inwonertal (bron: INSEE-tellingen).